# Jennit
Jennit ist selten vorkommendes Mineral aus der Mineralklasse der „Silikate und Germanate“ mit der chemischen Zusammensetzung Ca9[(OH)4|Si3O8OH]2·6H2O. Strukturell gehört Jennit zu den Kettensilikaten.
Jennit kristallisiert im triklinen Kristallsystem und entwickelt entlang der b-Achse gestreckte, blättrige Kristalle von weißer Farbe und Strichfarbe.

## Etymologie und Geschichte
Erstmals entdeckt wurde Jennit von Colonel Clarence Marvin Jenni (1896–1973) im Crestmore Steinbruch im Riverside County im US-Bundesstaat Kalifornien und beschrieben 1966 durch A. B. Carpenter, R. A. Calmers, J. A. Gard, K. Speakman, H. F. W. Taylor, die das Mineral nach seinem Erstentdecker benannten.
Im Gegensatz zur ersten chemischen Analyse durch Carpenter enthält Jennit keine nennenswerten Mengen von Natrium, wie einige später untersuchte Proben zeigten.

## Klassifikation
In der veralteten 8. Auflage der Mineralsystematik nach Strunz gehörte der Jennit noch zur Abteilung der „Gruppensilikate (Sorosilikate)“, wo er zusammen mit Canasit, Gageit, Hyalotekit, Ilímaussit, Joaquinit, Naujakasit, Sørensenit, Roggianit, Tuhualith zur „Gruppe der unklassifizierten Sorosilikate“ gehörte.
Im zuletzt 2018 überarbeiteten und aktualisierten Lapis-Mineralienverzeichnis nach Stefan Weiß, das sich aus Rücksicht auf private Sammler und institutionelle Sammlungen noch nach dieser alten Form der Systematik von Karl Hugo Strunz richtet, erhielt das Mineral die System- und Mineral-Nr. VIII/F.18-100. In der „Lapis-Systematik“ entspricht dies der Abteilung „Ketten- und Bandsilikate“, wo Jennit zusammen mit Barrydawsonit, Bustamit, Cascandit, Denisovit, Ferrobustamit, Foshagit, Marshallsussmanit, Mendigit, Murakamiit, Pektolith, Serandit, Steedeit, Tanohatait, Trabzonit, Vistepit, Wollastonit und Yangit eine eigenständige, aber unbenannte Gruppe bildet.
Die seit 2001 gültige und von der International Mineralogical Association (IMA) zuletzt 2009 aktualisierte 9. Auflage der Strunz’schen Mineralsystematik ordnet den Jennit ebenfalls in die Klasse der „Silikate und Germanate“ und dort in die Abteilung der „Ketten- und Bandsilikate (Inosilikate)“ ein. Diese ist allerdings weiter unterteilt nach der Struktur der Silikatketten, so dass das Mineral entsprechend seinem Aufbau in der Unterabteilung „Ketten- und Bandsilikate mit 3-periodischen Einfach- und Mehrfachketten“ zu finden ist, wo es als einziges Mitglied die unbenannte Gruppe 9.DG.20 bildet.
Die vorwiegend im englischen Sprachraum gebräuchliche Systematik der Minerale nach Dana ordnet den Jennit in die Klasse der „Silikate und Germanate“, dort allerdings wie die alte Strunzsche Systematik in die Abteilung der „Gruppensilikate: Si2O7-Gruppen und O, OH, F und H2O“ ein. Hier ist er zusammen mit Baghdadit, Burpalit, Cuspidin, Hainit, Hiortdahlit, Janhaugit, Kochit, Komarovit, Kristiansenit, Låvenit, Marianoit, Mongolit, Natrokomarovit, Niocalit, Rosenbuschit, Suolunit und Wöhlerit in der „Cuspidin-Wohlerit-Gruppe“ mit der System-Nr. 56.02.04 innerhalb der Unterabteilung „Gruppensilikate: Si2O7-Gruppen und O, OH, F und H2O mit Kationen in [4] und/oder >[4]-Koordination“ zu finden.

## Kristallstruktur

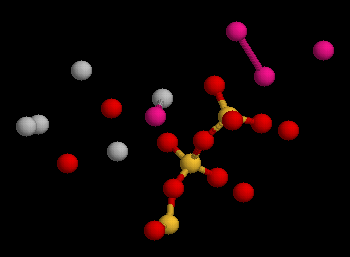
Durch ein „Molecular-Modelling“-Programm dargestellte Elementarzelle von Jennit.

Jennit kristallisiert triklin in der Raumgruppe P1 (Raumgruppen-Nr. 2) mit den Gitterparametern a = 10,58 Å; b = 7,27 Å; c = 10,83 Å; α = 99,6°; β = 97,6° und γ = 110,2° sowie einer Formeleinheit pro Elementarzelle.

## Eigenschaften
Bei einer Temperatur etwa 90 °C geht Jennit durch Abgabe von Kristallwasser in Meta-Jennit mit monokliner Struktur über.

## Bildung und Fundorte
Jennit bildet sich in einer späten Phase der Kristallisation als partielle Füllung von Hohlräumen und Adern in kontaktmetamorphen Gesteinen wie z. B. Skarn. Begleitminerale sind unter anderem Afwillit, Calcit, Oyelith, Scawtit, Spurrit und Tobermorit.
Als seltenes Mineral konnte Jennit bisher nur an wenigen Fundorten nachgewiesen werden, bisher (Stand: 2011) sind etwa 15 Fundorte bekannt. Neben seiner Typlokalität Crestmore in Kalifornien in den USA fand sich das Mineral unter anderem noch bei Boisséjour in der französischen Region Auvergne, am Zeilberg in Bayern und am Ettringer Bellerberg bei Ettringen in Rheinland-Pfalz in Deutschland, im Hatrurim -Becken der israelischen Wüste Negev, in den italienischen Gemeinden Montalto di Castro und Spoleto, auf der japanischen Insel Honshū, in der Gemeinde Zitácuaro im mexikanischen Bundesstaat Michoacán, am Lakargi in der russischen Republik Kabardino-Balkarien, in der slowakischen Gemeinde Vechec, in der bei Hotazel in der südafrikanischen Kalahari gelegenen Wessels Mine sowie bei Fort Portal in Uganda.